# De grote Barribal
Tom Poes en de grote Barribal of kortweg De grote Barribal is het 113de verhaal uit de Bommelsaga, geschreven en getekend door Marten Toonder. Het verhaal verscheen voor het eerst op 13 december 1965 en liep tot 19 februari 1966. Thema is het leiderschapssyndroom.
Het verhaal is opgenomen in de bundel Met uw welnemen (1973), samen met De blijdschapper en Het losgetrilde inzicht.

## Samenvatting
Heer Bommel neemt Tom Poes mee op een reisje naar het zuiden met de Oude Schicht. In de Zwarte Bergen raakt Tom Poes in gesprek met een dwerg, die waarschuwt voor de geweldige reus Barribal, die de macht zal overnemen en een eind maken aan alle onrecht. Net als de dwerg wordt ook heer Bommel aangevallen door de rellerige jeugd in het gebied. De gesprekken worden afgeluisterd door professor Joachim Sickbock, die een studie verricht naar het leiderssyndroom.
Heer Bommel en Tom Poes onderzoeken de grot. Meer bewijs voor de reus dan een grote angstaanjagende schaduw en echo's vinden ze niet. Bij hun weg naar beneden wordt Heer Bommel wederom belaagd door de plaatselijke reljeugd, die het bestaan van de grote Barribal ontkent. Al het lawaai veroorzaakt echter wel een lawine, waardoor heer Ollie geblesseerd raakt. Professor Sickbock verzorgt hem, en na een tijdje kan hij naar slot Bommelstein terugkeren. 
Later staat Wammes Waggel op de stoep van slot Bommelstein met een reclamefolder voor een radio-uitzending van Radio Barribal, waarin de grote Barribal nieuwe tijden vol strenge doch rechtvaardige wetten aankondigt. De stad Rommeldam raakt al gauw onder de invloed van de uitzendingen en dit wordt nog eens versterkt door enorme voetafdrukken in de buurt van de stad. Tom Poes denkt er het zijne van en hij vindt commissaris Bulle Bas als medestander, die op zijn minst de clandestiene uitzendingen wil aanpakken.
De radio-uitzendingen worden gevolgd door televisie-uitzendingen, waarin Barribal inderdaad als reus verschijnt. Ieder die de uitzendingen niet volgt wordt als verdacht gezien en heer Ollie, die uit principe geen tv wil, als eerste. Er komt een mededeling op zijn hekwerk; Barribal zal hem grijpen. Wammes Waggel plakt ook handen op 'verdachte' panden, dus ook op slot Bommelstein. Er vormt zich een boze menigte voor het hekwerk van het kasteel. Joost vertrekt hierop. De burgemeester geeft de commissaris nu de opdracht de uitzendingen niet te hinderen.
Het spoor van Wammes Waggel leidt Tom Poes naar een laboratorium in de stad. Tom Poes gaat, omdat Bulle Bas niet in mag grijpen van de burgemeester, naar binnen om onderzoek te doen en loopt achter programmaleider Sickbock langs naar de in miniatuur gebouwde paleiszaal waar hij de dwerg uit de Zwarte Bergen hervindt. Hij haalt de dwerg over om zich buiten de studio aan zijn volgelingen te vertonen, maar dit lijkt op een mislukking uit te lopen, totdat ze bij het oploopje rond heer Ollie komen. In de schermutselingen die volgen komt Barribal tot het besef dat hij helemaal geen reus is. 
De dwerg gaat daarna in op de door Tom Poes verzonnen list: hij zal nog eenmaal een uitzending verzorgen en heer Ollie zal dan listig het bedrog aantonen. Heer Bommel vertoont zich na de toespraak van de dwerg samen met hem in groot formaat op het televisiescherm met zijn eigen woorden : "Het is vreselijk wanneer men een dwerg voor een reus aanziet." Burgemeester Dickerdack belt verontwaardigd de glunderende commissaris Bulle Bas op. Die moet nu de clandestiene zender nu juist weer aanpakken. 
De list slaagde eenvoudig want Sickbock is op de hoogte van het gebeuren in zijn studio. Hij heeft alleen maar oog voor zijn studie over reussyndromen. Heer Bommel loopt naar zijn kasteel met Tom Poes en de dwerg. De dwerg vindt wel dat hijzelf reusachtige gedachten heeft hoewel hij niet groot is. Joost biedt opnieuw zijn diensten aan en maakt een maaltijd voor het drietal. Daarna wordt hij door Wammes Waggel teruggebracht naar zijn grot. 
Professor Sickbock legt ten slotte de laatste hand aan zijn wetenschappelijke studie getiteld 'Het leidersverschijnsel als dwergensyndroom.'

## Voetnoot
1. ↑  Met uw welnemen, bibliotheek.nl

## Hoorspel
- De grote Barribal in het Bommelhoorspel